# توصيل قفزي

انتشار جهود الفعل على طول الألياف العصبية الميالينية.

التوصيل القفزي (بالإنجليزية: saltatory conduction)‏هو انتشار جهود الفعل على طول المحاور العصبية الميالينية من عُقْدَةُ رانْفِييه واحدة إلى العقدة التالية، مما يزيد من سرعة توصيل جهود الفعل. عُقد رانفييه الغير معزولة هي الأماكن الوحيدة على طول المحور العصبي التي يتم عليها تبادل الأيونات عبر غشاء المحور، وتجديد جهود الفعل بين مناطق المحوار التي يتم عزلها بواسطة المايلين، على عكس التوصيل الكهربائي في دارة بسيطة.

يكون انتشار جهود الفعل على طول محاورالخلايا العصبية الميالينية (على اليمين) أسرع بكثير مما هو عليه في المحاور الغير ميالينية (على اليسار)، وذلك بسبب التوصيل القفزي.

## الآلية
تسمح المحاور الميالينية بحودث جهود الفعل في عقد رانفييه الغير ميالينية التي تحدث بين القطع الراجبية الميالينية. بفضل هذه الآلية، يستطيع التوصيل القفزي نقل جهد الفعل على طول المحور العصبي للخلايا العصبية بمعدلات أعلى بكثير مقارنةً بالمحاور الغير ميالينية على الإطلاق (150 م/ث مقارنة بـ 0.5 إلى 10 م/ث). عندما يندفع الصوديوم إلى العقدة الأولى، فإنه يخلق قوة كهربائية تدفع الأيونات الموجودة بالفعل داخل المحوار. يصل هذا التوصيل السريع للإشارة الكهربائية إلى العقدة التالية ويخلق بذلك جهد فعل أخر مماثل للأول، وبالتالي يقوم بتحديث الإشارة الكهربائية. وبهذه الطريقة، يسمح التوصيل القفزي بانتشار إشارات الأعصاب الكهربائية لمسافات طويلة بمعدلات عالية دون أي تدهور للإشارة الكهربائية. على الرغم من أن جهود الفعل تبدو أنها تقفز على طول المحور العصبي، إلا أن هذه الظاهرة هي في الواقع مجرد توصيل سريع للإشارة داخل الجزء المياليني من المحور العصبي.

## كفاءة الطاقة
بالإضافة إلى زيادة سرعة التوصيل والنبض العصبي، يساعد غمد الميالين في تقليل صرف الطاقة على غشاء المحوار ككل، لأنه يتم خفض كمية أيونات الصوديوم والبوتاسيوم التي تحتاج إلى ضخ لإعادة التركيزات إلى حالة الراحة بعد كل جهود الفعل.

## توزيع
يحدث التوصيل القفزي على نطاق واسع في الألياف العصبية الميالينية للفقاريات، ولكن تم اكتشافه لاحقًا في زوج من الألياف العملاقة النخاعية في الافقازيات مثل Fenneropenaeus chinensis و Marsupenaeus japonicus shrimp، وكذلك في الألياف العملاقة المتوسطة لدودة الأرض. كما تم العثور على التوصيل القفزي أيضاً في الألياف الميالينية الصغيرة والمتوسطة الحجم في الجمبري الذلاف.

## روابط خارجية
- توصيل قفزي - Scholarpedia
- بيولوجيا الخلية - لماذا يكون التوصيل الملحي في المحاوير المييلينية أسرع من التوصيل المستمر في المحاور غير المليئة؟